# Qianhuang, Jiangsu
Qianhuang (kinesiska: 前黄, 前黄镇) är en köpinghuvudort i Kina. Den ligger i provinsen Jiangsu, i den östra delen av landet, omkring 120 kilometer sydost om provinshuvudstaden Nanjing. Antalet invånare är 81 580. Befolkningen består av 39 752 kvinnor och 41 828 män. Barn under 15 år utgör 10,0 %, vuxna 15-64 år 77 %, och äldre över 65 år 11,0 %.
Runt Qianhuang är det tätbefolkat, med 849 invånare per kvadratkilometer. Närmaste större samhälle är Changzhou, 19,6 km norr om Qianhuang. Trakten runt Qianhuang består till största delen av jordbruksmark.
Genomsnittlig årsnederbörd är 1 390 millimeter. Den regnigaste månaden är juli, med i genomsnitt 250 mm nederbörd, och den torraste är januari, med 38 mm nederbörd.